# 经度
经度是一种用于确定地球表面上不同点东西位置的地理坐标。经度是一种角度量，通常用度来表示，并被记作希腊字母λ(lambda)。子午线穿过南极和北极并把相同经度的点连起来。按照惯例，本初子午线是经过伦敦格林威治皇家天文台的子午线，是0度经线所在地。其他位置的经度是通过测量其从本初子午向东至180°向西至180° W。具体来说，某位置的经度是一个通过本初子午线的平面和一个通过南极、北极和该位置的平面所组成的二面角。(这就组成了一个右手坐标系，其z轴(右手拇指)从地球中心指向北极方向，其x轴(右手食指)从地球中心指向本初子午线与赤道的交点。)
如果地球是一个均质球体，那么一点的经度就等于过该点的南北铅垂面和格林尼治子午面之间夹角的角度。地球上任何地方的南北铅垂面都会包含地球的自转轴。但是地球并不是均质的，而是有很多山脉，在山脉的重力影响下，铅垂面就会偏离地球的自转轴。即便如此，南北铅垂面仍然会和格林尼治子午面相交于某个角度，该角度被称为天文经度，通过天文观测来确定。地图和GPS设备上显示的经度是格林尼治子午面与过该点的一个非严格铅垂面之间夹角的角度，该非严格铅垂面垂直于一个近似于大地水准面的椭球体表面，而不是直接垂直于大地水准面本身。
作为起点，过去其它国家或人也使用过其它的子午线做起点，比如罗马、哥本哈根、耶路撒冷、圣彼德堡、比萨、巴黎和费城等。在1884年的国际本初子午线大会上格林维治的子午线被正式定为经度的起点。東經180°即西經180°，約等同於國際日期變更線，國際日期變更線的兩邊，日期相差一日。
经度的每一度被分为60角分，每一分被分为60秒。一个经度因此一般看上去是这样的：东经23° 27′ 30"或西经23° 27′ 30"。更精确的经度位置中秒被表示为分的小数，比如：东经23° 27.500′，但也有使用度和它的小数的：东经23.45833°。有时西经被写做负数：-23.45833°。偶尔也有人把东经写为负数，但这相当不常规。
一个经度和一个纬度一起确定地球上一个地点的精确位置。纬度的每个度的距離大约相当于111km，但经度的每个度的距离从0km到111km不等。它的距离随纬度的不同而变化，沿同一緯度約等于111km乘纬度的余弦。不过这个距离还不是相隔一经度的两点之间最短的距离，最短的距离是连接这两点之间的大圆的弧的距离，它比上面所计算出来的距离要小一些。
一个地点的经度一般与它于协调世界时之间的时差相应：每天有24小时，而一个圆圈有360度，因此地球每小时自转15度。因此假如一个人的地方时比协调世界时早3小时的话，那么他在东经45度左右。不过由于时区的分划也有政治因素在里面，因此一个人所在的时区不一定与上面的计算相符。但通过对地方时的测量一个人可以算得出他所在的地点的经度。为了计算这个数据，他需要一个指示协调世界时的钟和需要观察对太阳经过子午圈的时间。由于地球在一个椭圆轨道上绕太阳旋转，这个计算和观察比上面叙述的还要复杂些。

## 历史

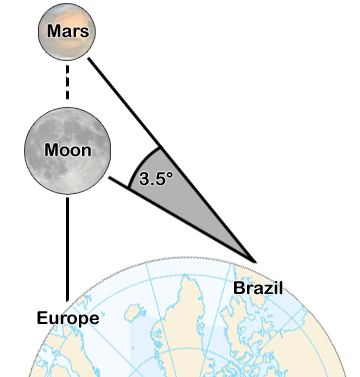
亚美利哥·韦斯普奇确定经度的方法

对于地图绘制和远洋航海来说，经度的测量是很重要的。在历史上的大多数时候，水手和探险家们为了确定经度而绞尽脑汁。人们花费了几个世纪来探索确定经度的方法，因此，经度的历史记录了一些最伟大的科学头脑的努力。
使用四分仪或星盘可观测到太阳或某特定恒星在地平线上的高度，根据该高度可以计算出该位置的纬度，但是经度的确定要更加复杂些。
亚美利哥·韦斯普奇（Amerigo Vespucci，1454/03/09－1512/02/22）也许是第一个提出经度确定方法的欧洲人，他在前往新世界的旅途中，花费了大量的时间和精力来研究这个问题：
至于经度，我发现经度的确定是那么困难，以至于我在确定我所经过的东西距离时困难重重。进行实验的最终结果让我发现确定经度最好的方法是在一颗行星和另一颗连起来的夜晚进行观测，尤其是月球和其他行星连起来的夜晚，因为月球在运行的过程中要比其他所有行星要快。我把我很多个夜晚的观测结果和一本历书做了对比，根据历书，在1499年8月23号午夜或前半小时，月球和火星将会连在一条线上。我发现，在当天午夜时，火星的位置在向东3.5度的方向上。

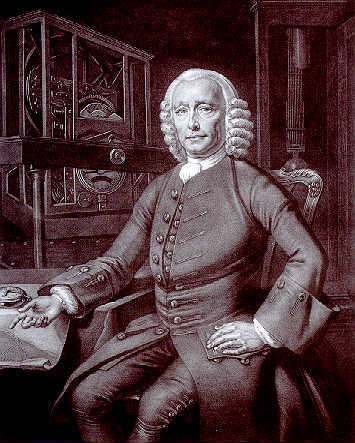
约翰·哈里森

通过对比月球和火星的实际位置与它们的预期位置，亚美利哥·韦斯普奇得以初步推测出他的经度位置。但是他的方法有几点局限：第一，此方法要求发生一些特殊的天文现象(比如，火星和月球穿越相同的升交点赤经)，并且要求观测者通过天文历书预测到这种现象。第二，观测者需要知道准确的时间，而这在国外是很难实现的。最后，此方法要求有一个稳定的观测平台,这导致该技术在颠簸的甲板上毫无用处。
1612年，伽利略·伽利莱提出，当对木星的卫星轨道有了足够精确的了解后，可以利用他们的位置来作为确定通用的时间，这为经度的确定提出了一种可能的方案，但是他提出的这个方法并不适用于海上导航，因为船只是不稳定的 。1714年，英国政府通过了经度法案，该法案提供丰厚的经费奖励给第一个提出在航船上确定经度的可行方案的人。这些奖励激励了很多人来研究经度确定的解决方案。
约翰·哈里森是英国一个自学成才的钟表匠，发明了航海鐘，这是海上精确确定经度的关键一环，因此也革新并扩大了远距离安全航行的可能 。虽然经度委员会于1773年因航海鐘把奖励授予了哈里森，但是当时的航海鐘很昂贵，因此，以月球距离来确定经度的月角距法仍然被使用了几十年。后来，由于航海鐘变得更容易获取，再加上无线电报时信号的产生，使得用月球确定经度的方法最终于20世纪退出了历史舞台。

## 测量
测量经度对制图和对导航来说都很重要。17世纪和18世纪最重要的发明之一是发明精确的测量经度的方法。在制图方面第一个取得重大成果的是乔瓦尼·多梅尼科·卡西尼，他从1681年开始使用伽利略·伽利莱提出的观测木星的卫星的方法来确定经度。在海上没有专业天文学家在旁的情况下这个观测就更困难了。约翰·哈里森发明的在船上依然精确走的钟终于使得人们也可以在船上精确地测量经度了。

## 赤经和赤纬
为了确定天体在天球上的位置天文学家引入了一个与经度和纬度类似的系统：赤经和赤纬。这个系统的天极位于地球的地理极延长与天球相交处，赤经的起点在春分点。

## 其他天体上的经度
行星的坐标系统一般是以它们的自转轴来确定的，它们的经度的起点各不相同。一般来说有固定的、可观察到的固体表面的行星的经度的起点是某个表面特征，比如一个环形山，北极是自转指向太阳系北半面的极。火星的本初子午线比如是经过一个叫做Airy-0的环形山的子午线。由于行星自转轴的岁差运动它的本初子午线和它的极不断地变化。巨行星没有固定的表面，因此它们的磁场被用来定义坐标系统。太阳的磁场非常多变，因此它的磁场也无法用来做坐标系统了，它的表面的坐标系统是按照一个抽象的赤道上的点来确定的。
除地球、月球和太阳外其它行星的经度按它们的自转方向不同而不同。假如行星按顺时针方向自转则它们的经度从0度朝西算到360度，假如行星按逆时针方向自转则其经度从0度向东算到360度。出于传统地球、月球和太阳上既有东经又有西经。
在精确地计算经度的时候地球和火星上被设想为一个椭圆体，因为它们的赤道半径比极半径略大些。比较小的天体如木卫一、土卫一由于它们的形状更加不规则而被设想为三轴椭圆体。这样的天体的经度的计算更复杂。简单的计算程序一般使用球体。

## 參看
- 经纬度
- 经线
- 纬线
- 纬度
- 本初子午線